# Uromedina rufipes
Uromedina rufipes là một loài ruồi trong họ Tachinidae.